# Erik Olin Wright
Erik Olin Wright (Berkeley, 9 febbraio 1947 – 23 gennaio 2019) è stato un sociologo, saggista e attivista statunitense.
Si è occupato principalmente della definizione e della rilevanza del concetto di "classe sociale" in una prospettiva neomarxista. La sua opera maggiore è Class Counts (Cambridge University Press, 1997), dove esamina alla luce delle proprie teorie un largo ventaglio di dati empirici provenienti da alcuni paesi industrializzati, tra cui gli Stati Uniti. Ha insegnato all'Università del Wisconsin-Madison.